# 48736 Ehime
48736 Ehime este un asteroid din centura principală de asteroizi.

## Descriere
48736 Ehime este un asteroid din centura principală de asteroizi. A fost descoperit pe 27 februarie 1997 la Kuma Kogen de Akimasa Nakamura. El prezintă o orbită caracterizată de o semiaxă mare de 2,26 ua, o excentricitate de 0,16 și o înclinație de 5,0° în raport cu ecliptica.